# ديفيد ميرفي
ديفيد ميرفي (24 يونيو 1989 في المملكة المتحدة - ) (بالإنجليزية: David Murphy)‏ هو لاعب كريكت بريطاني. شارك مع منتخب اسكتلندا الوطني للكريكت. أما مع النوادي، فقد لعب مع نادي مقاطعة نورثامبتونشير للكريكت ‏ وLoughborough MCC University ‏.

## وصلات خارجية
- ديفيد ميرفي على موقع إي آس بي آن كريك إنفو (الإنجليزية)